# Championnats d'Europe de taekwondo 2022
Navigation
Édition précédente Édition suivante
Les Championnats d'Europe de taekwondo 2022 ont lieu du 19 au 22 mai 2022 à Manchester, au Royaume-Uni. Il s'agit de la vingt-cinquième édition des Championnats d'Europe de taekwondo.

## Podiums

### Hommes
| Catégorie              | Or                         | Argent                      | Bronze                     |
| ---------------------- | -------------------------- | --------------------------- | -------------------------- |
| Poids fins (–54 kg)    | Omar Salim (HUN)           | Görkem Polat (TUR)          | Deniz Dağdelen (TUR)       |
| Poids fins (–54 kg)    | Omar Salim (HUN)           | Görkem Polat (TUR)          | Josip Teskera (CRO)        |
| Poids mouches (–58 kg) | Cyrian Ravet (FRA)         | Jack Woolley (IRL)          | Vito Dell'Aquila (ITA)     |
| Poids mouches (–58 kg) | Cyrian Ravet (FRA)         | Jack Woolley (IRL)          | Adrián Vicente (ESP)       |
| Poids coqs (–63 kg)    | Hakan Reçber (TUR)         | Souleyman Alaphilippe (FRA) | Imran Özkaya (GER)         |
| Poids coqs (–63 kg)    | Hakan Reçber (TUR)         | Souleyman Alaphilippe (FRA) | Joan Jorquera (ESP)        |
| Poids plumes (–68 kg)  | Bradly Sinden (GBR)        | Javier Pérez (ESP)          | Théo Lucien (FRA)          |
| Poids plumes (–68 kg)  | Bradly Sinden (GBR)        | Javier Pérez (ESP)          | Nimrod Krivitzky (ISR)     |
| Poids légers (–74 kg)  | Stefan Takov (SRB)         | Nedžad Husić (BIH)          | Muhammed Emin Yıldız (TUR) |
| Poids légers (–74 kg)  | Stefan Takov (SRB)         | Nedžad Husić (BIH)          | Badr Achab (BEL)           |
| Poids welters (–80 kg) | Simone Alessio (ITA)       | Edi Hrnic (DEN)             | Toni Kanaet (CRO)          |
| Poids welters (–80 kg) | Simone Alessio (ITA)       | Edi Hrnic (DEN)             | Richard Ordemann (NOR)     |
| Poids moyens (–87 kg)  | Ivan Šapina (CRO)          | Raúl Martínez (ESP)         | Patrik Divkovič (SVN)      |
| Poids moyens (–87 kg)  | Ivan Šapina (CRO)          | Raúl Martínez (ESP)         | Enbiya Taha Biçer (TUR)    |
| Poids lourds (+87 kg)  | Emre Kutalmış Ateşli (TUR) | Iván García (ESP)           | Radik Isayev (AZE)         |
| Poids lourds (+87 kg)  | Emre Kutalmış Ateşli (TUR) | Iván García (ESP)           | Paško Božić (CRO)          |

### Femmes
| Catégorie              | Or                       | Argent                     | Bronze                    |
| ---------------------- | ------------------------ | -------------------------- | ------------------------- |
| Poids fins (–46 kg)    | Lena Stojković (CRO)     | Emine Göğebakan (TUR)      | Michal Zrihen (POR)       |
| Poids fins (–46 kg)    | Lena Stojković (CRO)     | Emine Göğebakan (TUR)      | Rivka Bayech (ISR)        |
| Poids mouches (–49 kg) | Merve Dinçel (TUR)       | Avishag Semberg (ISR)      | Bruna Duvančić (CRO)      |
| Poids mouches (–49 kg) | Merve Dinçel (TUR)       | Avishag Semberg (ISR)      | Adriana Cerezo (ESP)      |
| Poids coqs (–53 kg)    | Zeliha Ağrıs (TUR)       | Alma Pérez (ESP)           | Ela Aydin (GER)           |
| Poids coqs (–53 kg)    | Zeliha Ağrıs (TUR)       | Alma Pérez (ESP)           | Ivana Duvančić (CRO)      |
| Poids plumes (–57 kg)  | Hatice Kübra İlgün (TUR) | Patrycja Adamkiewicz (POL) | Jade Jones (GBR)          |
| Poids plumes (–57 kg)  | Hatice Kübra İlgün (TUR) | Patrycja Adamkiewicz (POL) | Gaida Al Halwani (ITA)    |
| Poids légers (–62 kg)  | Jone Magdaleno (ESP)     | Petra Štolbová (CZE)       | Sarah Chaari (BEL)        |
| Poids légers (–62 kg)  | Jone Magdaleno (ESP)     | Petra Štolbová (CZE)       | Kimia Alizadeh (Réfugiée) |
| Poids welters (–67 kg) | Cecilia Castro (ESP)     | Magda Wiet-Hénin (FRA)     | Aleksandra Perišić (SRB)  |
| Poids welters (–67 kg) | Cecilia Castro (ESP)     | Magda Wiet-Hénin (FRA)     | Lauren Williams (GBR)     |
| Poids moyens (–73 kg)  | Althéa Laurin (FRA)      | Nika Klepac (CRO)          | Rebecca McGowan (GBR)     |
| Poids moyens (–73 kg)  | Althéa Laurin (FRA)      | Nika Klepac (CRO)          | Marie-Paule Blé (FRA)     |
| Poids lourds (+73 kg)  | Bianca Walkden (GBR)     | Aleksandra Kowalczuk (POL) | Solène Avoulète (FRA)     |
| Poids lourds (+73 kg)  | Bianca Walkden (GBR)     | Aleksandra Kowalczuk (POL) | Nafia Kuş (TUR)           |

## Tableau des médailles
- Pays organisateur ( Grande-Bretagne)

| Rang  | Nation             | Or | Argent | Bronze | Total |
| ----- | ------------------ | -- | ------ | ------ | ----- |
| 1     | Turquie            | 5  | 2      | 4      | 11    |
| 2     | Espagne            | 2  | 4      | 3      | 9     |
| 3     | France             | 2  | 2      | 3      | 7     |
| 4     | Croatie            | 2  | 1      | 5      | 8     |
| 5     | Grande-Bretagne    | 2  | 0      | 3      | 5     |
| 6     | Italie             | 1  | 0      | 2      | 3     |
| 7     | Serbie             | 1  | 0      | 1      | 2     |
| 8     | Hongrie            | 1  | 0      | 0      | 1     |
| 9     | Pologne            | 0  | 2      | 0      | 2     |
| 10    | Israël             | 0  | 1      | 2      | 3     |
| 11    | Bosnie-Herzégovine | 0  | 1      | 0      | 1     |
| -     | Danemark           | 0  | 1      | 0      | 1     |
| -     | Irlande            | 0  | 1      | 0      | 1     |
| -     | Tchéquie           | 0  | 1      | 0      | 1     |
| 15    | Allemagne          | 0  | 0      | 2      | 2     |
| -     | Belgique           | 0  | 0      | 2      | 2     |
| 17    | Azerbaïdjan        | 0  | 0      | 1      | 1     |
| -     | Norvège            | 0  | 0      | 1      | 1     |
| -     | Portugal           | 0  | 0      | 1      | 1     |
| -     | Slovénie           | 0  | 0      | 1      | 1     |
| -     | Équipe réfugiée    | 0  | 0      | 1      | 1     |
| Total | Total              | 16 | 16     | 32     | 64    |

## Taekwondo handisport

### Hommes K44
| Catégorie | Or                   | Argent                    | Bronze                     |
| --------- | -------------------- | ------------------------- | -------------------------- |
| –58 kg    | Alican Özcan (TUR)   | Bopha Kong (FRA)          | Sabir Zeynalov (AZE)       |
| –58 kg    | Alican Özcan (TUR)   | Bopha Kong (FRA)          | Asaf Yasur (ISR)           |
| -63 kg    | Mahmut Bozteke (TUR) | Antonino Bossolo (ITA)    | Sandro Megrelishvili (GEO) |
| -63 kg    | Mahmut Bozteke (TUR) | Antonino Bossolo (ITA)    | Sadig Hamidov (AZE)        |
| -70 kg    | Juan García (MEX)    | Imamaddin Khalilov (AZE)  | Maciej Kesicki (POL)       |
| -70 kg    | Juan García (MEX)    | Imamaddin Khalilov (AZE)  | Giorgi Nikoladze (GEO)     |
| -80 kg    | Joseph Lane (GBR)    | Asadbek Toshtemirov (UZB) | Luis Mario Najera (MEX)    |
| -80 kg    | Joseph Lane (GBR)    | Asadbek Toshtemirov (UZB) | Oktay Atalay (TUR)         |
| +80 kg    | Ivan Mikulić (CRO)   | Mehmet Sami Saraç (TUR)   | David Makadze (GEO)        |
| +80 kg    | Ivan Mikulić (CRO)   | Mehmet Sami Saraç (TUR)   | Orest Pylypiak (UKR)       |

### Femmes K44
| Catégorie | Or                           | Argent                      | Bronze                |
| --------- | ---------------------------- | --------------------------- | --------------------- |
| -47 kg    | Nurcihan Ekinci (TUR)        | Viktoriia Marchuk (UKR)     | Ana Japaridze (GEO)   |
| -47 kg    | Nurcihan Ekinci (TUR)        | Viktoriia Marchuk (UKR)     | Claudia Romero (MEX)  |
| -52 kg    | Jessica García Quijano (MEX) | Meryem Betül Çavdar (TUR)   | Lia Chachibaia (GEO)  |
| -52 kg    | Jessica García Quijano (MEX) | Meryem Betül Çavdar (TUR)   | Keira Forsythe (GBR)  |
| -57 kg    | Gamze Gürdal (TUR)           | Marija Micev (SRB)          | N/A                   |
| -65 kg    | Beth Munro (GBR)             | Seçil Er (TUR)              | Lisa Gjessing (DEN)   |
| -65 kg    | Beth Munro (GBR)             | Seçil Er (TUR)              | Yuliya Lypetska (UKR) |
| +65 kg    | Guljonoy Naimova (UZB)       | Dalia Santiago Moreno (ESP) | Jelena Rasic (SRB)    |
| +65 kg    | Guljonoy Naimova (UZB)       | Dalia Santiago Moreno (ESP) | Amy Truesdale (GBR)   |